# Государственное бюджетное учреждение Центр содействия семейному воспитанию «Синяя птица»
Государственное бюджетное учреждение Центр содействия семейному воспитанию «Синяя птица» — государственное бюджетное учреждение центр содействия семейному воспитанию, департамента труда и социальной защиты населения города Москвы, для детей лишившихся родителей или оставшихся без их попечения, а также детей, нуждающихся в помощи и защите государства.
На момент открытия приют располагался на арендованной правительством Москвы земле по адресу Московская область, Истринский район, поселок Снегири, пансионат второго часового завода «Слава». В 2000 году учреждение переехало на место бывшего Детского Дома № 3 по адресу Московская область, Ступинский район, деревня Радужная.

## О приюте
Приют был открыт Постановлением Правительства Москвы № 8 от 09.01.1996 года. Он имеет Положение, утверждённое Комитетом по делам семьи и молодёжи Правительства Москвы ныне Департамент семейной и молодёжной политики города Москвы. В 2012 году учреждение было передано в Департамент социальной защиты населения города Москвы
На территории, где сейчас располагается приют, много лет назад находился детский дом № 3, основателем которого был один из последователей Макаренко — Калабалин Семён Афанасьевич.
Система размещения детей в приюте — семейная, 6 детей разного возраста и воспитатель. Каждая семья проживает в отдельной трёхкомнатной квартире, имеющей прихожую, гостиную, две спальни, санузел с душем. Все квартиры оборудованы современной мебелью, телевизором, телефоном, играми, игрушками, посудой. На этажах имеются — прачечная с современными стиральными машинами, гладильная и сушильная комнаты. Работает современная парикмахерская, бар, тренажёрный зал, танцевальный зал, бильярдная, спортивный и актовый залы и др.

Главный корпус приюта

В системе приюта работает детский сад, начальная, средняя и старшая школы, возраст воспитанников от 3-х до 18 лет.
На первом этаже находится медицинский пункт, включающий приёмное отделение, санпропускник, изолятор, кабинеты врачей, процедурную и столовую. На первом этаже также находятся школьные классы, учительская, кабинет завуча.
Вся система обеспечения трудоустройством воспитанников рассчитана на внутренние потребности приюта, коммерческих целей в этой сфере администрация не преследует.
Жизнедеятельность устроена таким образом, чтобы ребёнку было удобно в приюте. Со всеми детьми проводится полноценная коррекционная работа. Дети максимально готовятся к самостоятельной жизни, получают образование.
Важным аспектом в работе приюта считается создание благоприятной педагогической среды и комфортного психологического климата в коллективах воспитанников и сотрудников. В приюте созданы условия, в которых воспитанник может по-новому оценить свои возможности и перспективы в жизни, каждому предоставлен шанс приобрести позитивно настроенное окружение, каждый может заниматься общественно-полезной деятельностью. Психологи проводят консультации с детьми, беседы, изучают межличностные отношения в социальных семьях.

Лечебно-Оздоровительный Комплекс

Педагогический коллектив приюта старается обеспечить безопасность своих воспитанников, ограждая их от опасного для жизни и здоровья воздействия. Этому в большей мере способствует отдалённость приюта от города, отсутствие торговых точек и проводимая работа по предупреждению подростковой наркомании и токсикомании, направленная на обогащение духовных интересов и потребностей, развитие творческих способностей воспитанников, на организацию досуга.
Безусловно, приют не может полностью восполнить утрату семьи, но частично решить эту задачу, наиболее успешно подготовить детей к самостоятельной жизни в обществе в нашем приюте семейного типа возможно.
Принципы организации приюта семейного типа:
- создание групп-семей с учётом родственных связей
- организация семейного быта
- переход работы взрослого и детского коллективов на уровень сотрудничества
- трудовая адаптация через самообслуживание
- пост-приютная адаптация по принципу: выпускник — полноправный член своей социальной семьи.

Созданы условия, наиболее приближенные к домашним. Каждый ребёнок включается в семье в систему игровой, учебной и трудовой деятельности. Вырабатывается и осуществляется личная программа развития ребёнка.
Приюту удалось добиться достаточно высокого уровня взаимодействия с органами исполнительной власти и общественными учреждениями, которые вносят весомый вклад в развитие нашего приюта.
Так, например, Департамент семейной и молодёжной политики г. Москвы оказывает всемерную и всестороннюю помощь приюту по укреплению и обновлению материальной базы, материально-техническому обеспечению образования, социальной поддержке работников приюта, охране прав, и обеспечению потребностей воспитанников.
Это, безусловно, обеспечивает устойчивое развитие нашего приюта.

### Система работы воспитателей
Работа воспитателей в Социальном приюте основана на вахтенном методе работы. Воспитатели работают на семейно-воспитательных группах по одной неделе, следующая неделя для их смены выходная. Сдача и приём смен происходит в понедельник, в этот же день на педагогическом совещании воспитатели знакомятся с поставленными задачами на всю неделю. В течение смены работой педагогического коллектива руководит старший воспитатель. Подобная схема работы позволяет избежать частой смены воспитателей в жизни ребёнка, не допустить различные психологические травмы, связанные с этой причиной; целая неделя даёт возможность воспитателям установить длительную психологическую связь с подопечным. Воспитатели выполняют социальную роль матери в семейно-воспитательной группе, поэтому, учитывают вахтенную систему работы, можно с уверенностью заявить, что с воспитанниками они проводят половину жизни.

### Постприютовская адаптация выпускников
В системе воспитательной работы Социального приюта большое внимание уделяется проблеме адаптации выпускника приюта. Как правило, ребята входят во взрослую жизнь, обладая довольно скромным запасом социально-бытовых навыков: им сложно определиться на новом месте, возникают сложности с трудоустройством, учёбой, подчас даже со здоровьем. Для помощи в решении этих и подобных им вопросов администрация приюта разработала целый комплекс организационных, социально-педагогических, правовых, медицинских и иных мер для адаптации выпускников Социального приюта. Обязанности по выполнению этих задач возложены на штатные подразделения учреждения: социальный, правовой отделы, семейно-воспитательные группы, поликлиника, лечебно-оздоровительный комплекс, даже на библиотеку. В числе главных задач для достижения наиболее благоприятного результата определены следующие:
1. Контроль за учёбой и дисциплиной выпускников в учебных заведениях.
2. Помощь в решении социально-правовых вопросов.
3. Предоставление выпускникам возможности пребывать в Социальном приюте на время выходных, каникул, праздников.
4. Приглашение выпускников к участию в спортивных соревнованиях, конкурсах, игровых программах.
5. Предоставление выпускникам рабочих мест.
6. Предоставление выпускникам возможности участвовать студенческих лагерях, экскурсия, поездах, проводимых на базе Социального приюта.
7. Приглашение выпускников на большие праздники (День рождения Социального приюта, выпускной вечер).
8. Предоставление выпускникам возможности пользоваться услугами лечебно-оздоровительного комплекса, поликлиник.

Администрация и педагогический коллектив приюта старается сделать всё возможное, что бы связь ребят с приютом не терялась, здесь их всегда ждут и готовы помочь. Следует отметить, что плоды такой работы есть — ребята обращаются за помощью именно в приют, есть случаи, когда воспитателей приглашали на свою свадьбу выпускники прошлых лет. Несомненно, это направление в работе является одним из ключевых, органично завершающих всю систему социальной реабилитации и адаптации молодёжи Москвы.

## История Детского Дома № 3

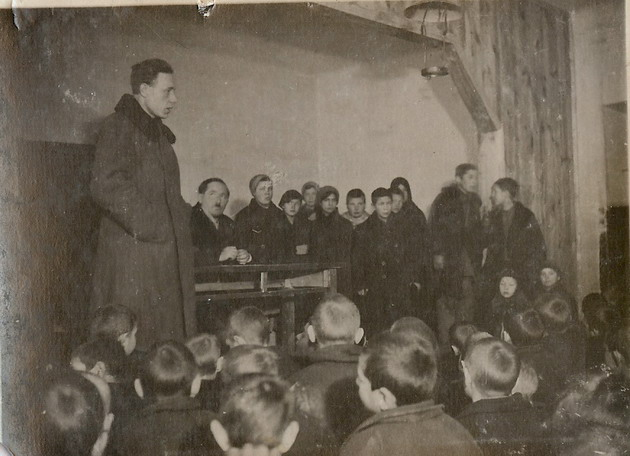

В 1922-м году здесь была создана колония для заключённых Лефортовского изолятора г. Москвы. Стала работать ткацкая мастерская, в которой колонисты ткали скатерти; был создан и небольшой кирпичный завод. Затем земли со всеми постройками были переданы Большеалексеевскому племсовхозу, а в 1932 году — сельскохозяйственному техникуму, где готовили животноводов, агрономов по зерновому хозяйству. Каждый студент имел 0,02 га земли для работы и наблюдений за всходами и урожаем. Все работы выполняли студенты. В 1934 году был создан детский дом. Сельскохозяйственный техникум передал детскому дому налаженное хозяйство, коров, свиней, лошадей. В ноябре 1934 года прибыли первые воспитанники из Даниловского приёмника Москвы. Моста через реку Северку не было, переходили по жердям, перекинутым с одного берега на другой. Первым директором был Алексей Червонцев. Сам он выходец из бедной крестьянской семьи, испытавший горести и лишения. Оставшись без родителей, он с восьми лет пошёл зарабатывать себе на кусок хлеба. Став директором, он в работе с детьми проявил свой организаторский талант, любовь и преданность к обездоленным детям, сиротам. Червонцев выступал на торжественных собраниях в соседней деревне Милино, просил колхозников помочь в налаживании жизни в трудкоммуне. Некоторые жители пошли туда работать. Большую помощь в работе оказывал Малинский райком. Детей было свыше 600 человек в возрасте от 9 до 16 лет. Вся площадь коммуны была обнесена высоким забором в три метра высотой. Караульная команда состояла из двадцати семи человек, было шесть постов, ходили три вооружённых патруля. Педагоги сумели зажечь в своих питомцах искру надежды на лучшее будущее. Мебели не было, спали на матрацах на полу. Открыли мастерские: девочки учились шить, мальчики чинили обувь, делали столы, скамейки. Работали в поле, в огороде, заготавливали дрова, отопление было печное. Несли пожарно-сторожевую охрану на расстоянии двенадцати километров. Нужно было подумать и о досуге детей. Собирались в клубе, пели. На спектакли в трудкоммуну приходили жители окрестных деревень.

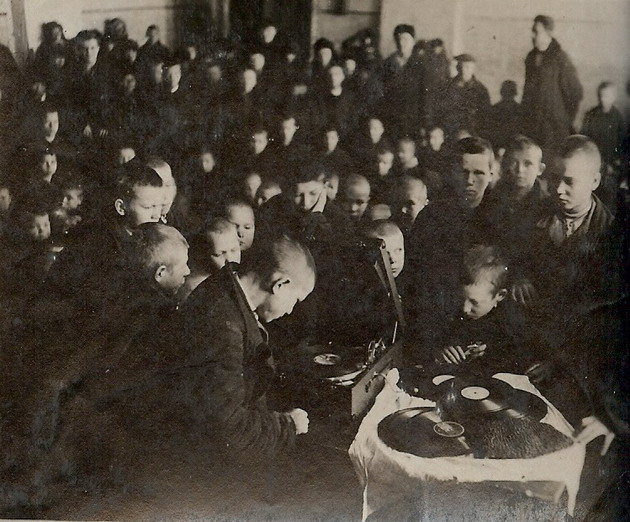

В 1938 г. для налаживания работы в детском доме был прислан по линии Мосгороно новый директор Калабалин Семён Афанасьевич, бывший воспитанник А. С. Макаренко, герой «Педагогической поэмы», волевой, энергичный, неутомимый педагог, мастер своего дела. Прежде всего был снесён забор, милиция ему тоже не понадобилась. И начал Семён Афанасьевич вместе с детьми, с Советом командиров строить новую жизнь. Был заложен фруктовый сад. Появилась спортплощадка. Приступили к строительству водокачки. Воспитанники трудились в поле, в огороде, в мастерских. В сапожной мастерской пытались даже шить новые сапоги. Столярная мастерская удовлетворяла потребности детского дома: столы, табуретки, стулья, шкафчики. Под руководством Шумилина Ф. А. был сделан письменный стол с чернильным прибором «Кремль». Этот стол красовался на выставке детских работ в Колонном зале Дома союзов. В швейной мастерской девочки шили бельё, простые скромные фартуки. Лучшие работы были посланы на выставку в Колонный зал. Прибавилась ещё работа. Надо было разбивать камни на мелкие кусочки и ими мостить дорогу от школы к подсобному хозяйству.

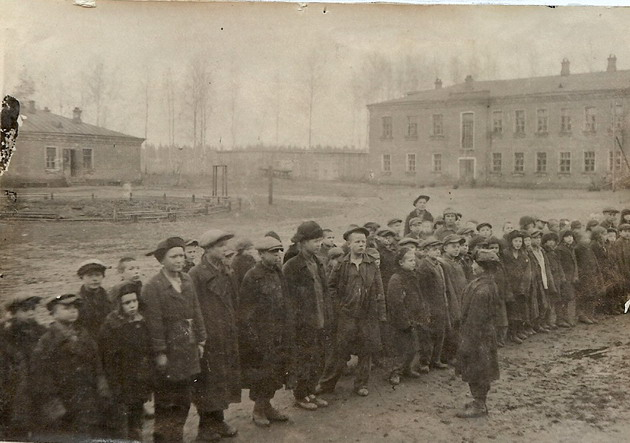

Вместе с Семёном Афанасьевичем работала Галина Константиновна («Черниговка» в «Педагогической поэме»), его жена, верный друг, помощник. Это педагог с большим творческим запасом. Материнское тепло и любовь щедро дарила она своим питомцам. И они платили ей горячей привязанностью. Её собственные дети были тут же, она не выделяла их. Это была единая, дружная семья. Но вот С. А. Калабалина перевели в Москву. Он возглавил детский дом № 60.
Новому директору Белогрудову Александру Аркадьевичу выпала тоже тяжёлая доля. Грянула война. Мужчины уходили на фронт. Их места занимали женщины, старшие воспитанники. Отряд старших ребят вместе с учительницей истории ушёл на строительство оборонительных рубежей вблизи Москвы. Вырыли траншеи для укрытия детей во время воздушной тревоги. Пришёл приказ об эвакуации детей (бомбили станцию Барыбино). Надо было обуть, одеть детей, заготовить продукты для дороги и для жизни в новых условиях. Правительство проявило большую заботу о детях даже в то время, когда враг приближался к Москве. Небольшими группам в автобусах, присланных из Москвы, отправляли детей в столицу, в детский дом № 60. В новых условиях в с. Макушино Челябинской области, Александр Аркадьевич сумел устроить быт и учёбу воспитанников. Помогли местные партийные органы. Старшие дети пошли учиться в ФЗУ, а потом стали работать на фабриках и заводах. А сам Белогрудов ушёл на фронт и вскоре погиб.

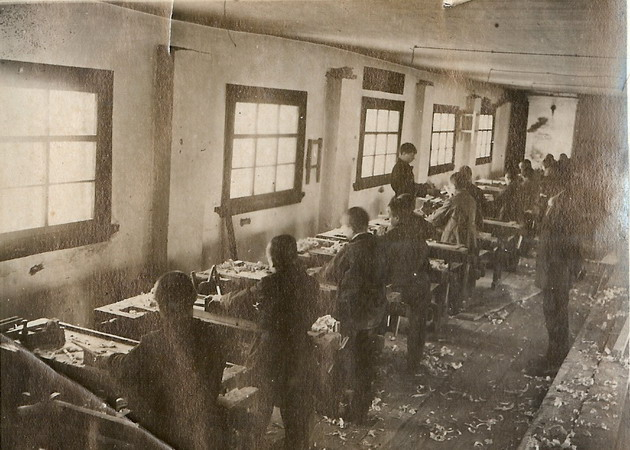

После окончания войны детский дом стал культурным центром на селе, а духовой оркестр обслуживал все культурные мероприятия. Был создан драмкружок из сотрудников и детей детского дома. Весной 1947 г. был выделен земельный участок для нужд детского дома. Посадили картофель, стали выращивать овощи. Это было большим подспорьем для питания детей. Заготавливали дрова на зиму. Успешно закончили учебный год. Несколько наших воспитанников поступили в Алапаевский геологический техникум. Дети подрастали, их определяли в ремесленные училища. Они стали работать на фабриках и заводах. А в 1948 годy в детском доме № 3 под Москвой был создан дошкольный детский дом для детей погибших воинов. Некоторые сотрудники возвратились из эвакуации и стали работать на прежнем месте.
Жизнь в детском доме постепенно улучшилась. Дорожки, соединявшие корпуса, заасфальтировали. Появилось электричество. Заработала новая водокачка. Появился газ на кухне и в квартирах сотрудников. В этом большая заслуга заместителя директора по хозяйственной части Бахметьева Н. С.

## Время шло

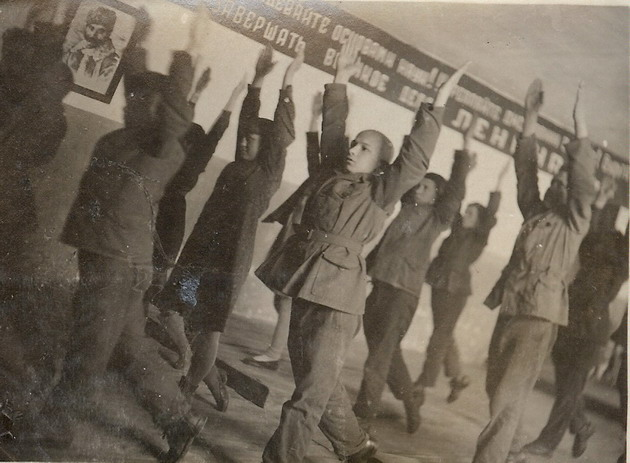

И вот уже детский дом занимает первое место в итоге смотра работы детских домов. Директором в то время был Антонов Николай Петрович, опытный организатор, замечательный педагог. Системой трудового воспитания заинтересовалось министерство просвещения Венгерской республики. Детский дом посетили две делегации зарубежных стран. Большую помощь оказывали всегда партийные и советские организации района и г. Москвы, шефы.

Вырос и количественный состав своей парторганизации. Крепла профсоюзная организация. Помощь комсомольцев стала более реальной. Не отставали и пионеры. Они помогали в уборке урожая, принимали участие в подготовке к открытию лагеря. Подсобное хозяйство при детском доме давало возможность улучшить питание воспитанников. Дети работали в огороде, в саду, в поле с момента посадки растений и кончая сбором урожая. Это одно из звеньев трудового воспитания. Традиция трудового воспитания не забыта и по сей день — в Социальном приюте, располагающемся на месте детского дома, у детей к труду формируется бережное и уважительное отношение.